# Boswellia pirottae
Boswellia pirottae är en tvåhjärtbladig växtart som beskrevs av Emilio Chiovenda. Boswellia pirottae ingår i släktet Boswellia och familjen Burseraceae. Inga underarter finns listade i Catalogue of Life.